# Eduard III. (England)

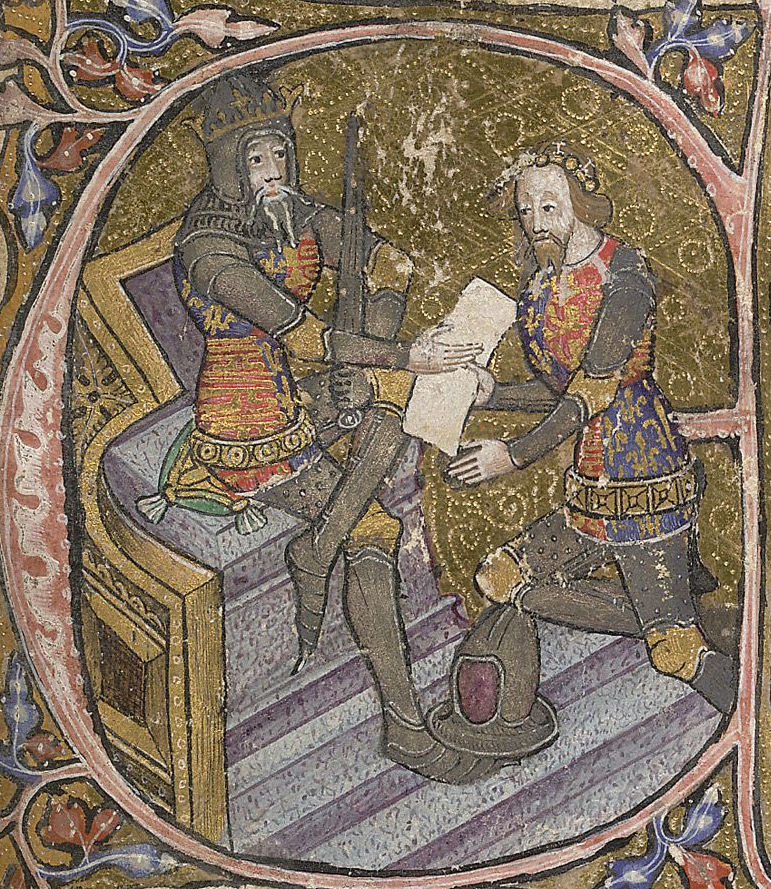
Eduard III. mit Eduard Plantagenet. Zeitgenössische Buchmalerei

Eduard III. (englisch Edward; * 13. November 1312 auf Windsor Castle; † 21. Juni 1377 im Sheen Palace, Richmond) entstammte der Dynastie der Anjou-Plantagenêt, war von 1327 bis 1377 König von England und gilt als einer der bedeutendsten englischen Herrscher des Mittelalters. Nach der Wiederherstellung der Autorität des englischen Königs machte er sein Reich zu einer der am besten organisierten militärischen Mächte Europas. Während seiner Herrschaft gab es sowohl bei der Legislative – das englische Parlament gewann an Macht – als auch bei der Regierung tiefgreifende Veränderungen. Er blieb 50 Jahre auf dem englischen Thron, hierin nur übertroffen von Heinrich III., Georg III., Victoria und Elisabeth II.

## Leben

### Kindheit und Jugend
Eduard III., der älteste Sohn von König Eduard II. und Isabella von Frankreich, durchlebte eine schwierige Kindheit. Sein Vater Eduard II. galt als schwacher König. Vorwürfe der Günstlingswirtschaft und Gerüchte über homosexuelle Neigungen erzeugten Unmut gegenüber seiner Herrschaft.
1325 kam Eduard III. an den französischen Hof, wo er Karl IV. für das Herzogtum Guyenne den Lehnseid leistete, was den Krieg von Saint-Sardos zwischen Frankreich und England beendete. Um die Verweigerung der Huldigung hatte es bereits zwischen seinen beiden Vorgängern Eduard I. und Eduard II. und der französischen Krone Auseinandersetzungen gegeben. Der junge Thronfolger erkannte mit seinem Lehnseid die Lehnshoheit Frankreichs über dieses Gebiet und für sich selbst in der Frage dieser Besitzung den Vasallenstatus an. Kurz darauf wurde er mit Philippa von Hennegau verlobt. Damit verbunden waren Zahlungen an seine Mutter Isabella und ihren Geliebten Roger Mortimer, die diesen eine Invasion in England und einen erfolgreichen Feldzug gegen Eduard II. ermöglichten. Unter den unzufriedenen Adligen fanden sie reichlich Unterstützung, so dass der König am 16. November 1326 gefangen gesetzt wurde und im Januar 1327 den Verzicht auf den Thron erklären musste. Wenige Tage nach der Abdankung seines Vaters wurde Eduard III. als König von England gekrönt. Die Regentschaft für den damals 14-Jährigen übernahmen seine Mutter und Roger Mortimer. Wahrscheinlich ließ Mortimer am 21. September 1327 Eduard II. im Gefängnis ermorden.
Eduard war zwar theoretisch König von England, die wahre Herrschaft führte jedoch Roger Mortimer, der Earl of March. Im Alter von 16 Jahren heiratete Eduard 1328 Philippa von Hennegau. Als die beiden zwei Jahre später einen Sohn bekamen, erkannte Mortimer, dass sich seine Situation verschlechtert hatte. Nachdem er einigen Adeligen Besitz und Lehen genommen und den beliebten Earl of Kent hatte hinrichten lassen, entzog ihm der Adel allmählich die Unterstützung.
Kurz vor seinem 18. Geburtstag nutzte Eduard diese Entwicklung und stürzte 1330 Roger Mortimer und Isabella. Mortimer wurde kurz darauf hingerichtet, während Isabella in Castle Rising Castle unter Hausarrest gestellt wurde. Fortan konnte Eduard die Herrschaft über England auch tatsächlich ausüben.

### Krieg in Schottland
Nach der Übernahme der Macht gelang es Eduard, die Adeligen, die Mortimer unterstützt hatten, auf seine Seite zu bringen.
Nach den Niederlagen seines Vaters gegen die Schotten nahm Eduard den Kampf gegen die nördlichen Nachbarn wieder auf. Er brach das Abkommen von Edinburgh und Northampton und erneuerte den englischen Anspruch auf die Oberhoheit in Schottland. Schnell gewann er Berwick zurück und erlangte einen Sieg in der Schlacht bei Halidon Hill (1333) gegen König David II. von Schottland. Danach verschaffte er seinem Gefolgsmann Edward Balliol die schottische Krone. Schnell jedoch erholten sich die Schotten unter Andrew Murray und besiegten in der Schlacht von Culblean (1335) Balliols Gefolgsleute, zu denen nur eine Minderheit des schottischen Adels zählte. Auch mit dem Einsatz großer Streitkräfte konnte Eduard die Schotten nicht besiegen. 1337 waren nur noch wenige Burgen wie Edinburgh, Roxburgh und Stirling im Besitz der Engländer. Zwar schloss Eduard 1357 den Vertrag von Berwick mit David II., der diesen zu seinem Vasallen machte, er konnte Schottland aber nicht mehr direkt der englischen Krone unterstellen.

### Der Hundertjährige Krieg

Wappen Eduards III. mit den Wappenanteilen der Plantagenet und der Kapetinger

Nach dem Tod des Königs von Frankreich, Karls IV., 1328, beanspruchte Eduard III. als Enkel von Philipp IV. den französischen Thron für sich. Es folgte eine Zeit zunehmender Spannungen, in der der französische König Philipp VI. David II. unterstützte, der in Frankreich im Exil war, und französische Schiffe südenglische Küstenstädte angriffen. 1337 besetzten französische Truppen Eduards Lehen Aquitanien und die Grafschaft Ponthieu. Im gleichen Jahr erklärte Eduard Philipp den Krieg. Vermutlich spielte dabei der Streit um die Gascogne eine größere Rolle als der vergleichsweise schwach begründete Thronanspruch Eduards. Damit begann der Hundertjährige Krieg.
Eduard schloss ein Bündnis mit Kaiser Ludwig dem Bayern, er war 1338 Ludwigs Gast während dessen Hoftag in Koblenz. Zudem unterstützten ihn zahlreiche Adlige und Städte am Rhein und in Flandern, die enge wirtschaftliche Verbindungen mit England hatten. Darüber hinaus erhielt er Kredite italienischer Bankhäuser, wie der Peruzzi und der Bardi aus Florenz. Trotz dieser Verbündeten waren seine Erfolge anfangs – außer in der Seeschlacht von Sluis 1340 – eher bescheiden.
Am 26. Januar 1340 erklärte sich Eduard III. zum König von Frankreich. Erst sechs Jahre später, 1346, folgten erste militärische Erfolge: Eduard begann eine großangelegte Offensive, indem er mit 15.000 Männern in der Normandie landete. Seine Armee gewann Caen und marschierte durch das nördliche Frankreich. Am 26. August traf er auf die Streitkräfte des französischen Königs bei Crécy, wo er einen der größten Siege des Krieges errang. In der Zwischenzeit nahmen seine Truppen zuhause den zurückgekehrten schottischen König David II. gefangen. Nach der Befriedung der nördlichen Grenze konnte sich Eduard auf Frankreich konzentrieren.
Bald darauf folgte ein weiterer Erfolg: Die ein Jahr andauernde Belagerung von Calais endete 1347 mit dessen Eroberung. Der Überlieferung zufolge wollte Eduard aus Zorn über die lange Belagerung sechs Bürger hängen lassen. Daraufhin habe sich die schwangere Königin Philippa vor ihm hingekniet, um für sie zu bitten, worauf Eduard sie verschonte. Neueren Forschungen zufolge ging das nicht auf einen Sinneswandel des Königs zurück, sondern es handelte sich um ein Ritual, das ähnlich auch bei der Kapitulation anderer Städte aufgeführt wurde. Calais wurde zu einem Symbol für beide Seiten: Für die Engländer war es ein „Brückenkopf“ nach Frankreich, für die Franzosen eine große Schmach.
Ab etwa 1346 übernahm Eduards ältester Sohn, Edward of Woodstock, der „Schwarze Prinz“, weitgehend die Kriegsführung in Frankreich, während sich der König selbst auf Schottland konzentrierte. 1347 starb Eduards Verbündeter, Kaiser Ludwig, und dessen Sohn Ludwig V., Herzog von Bayern, bot dem englischen König seine Unterstützung an, sollte Eduard gegen seinen Konkurrenten Karl von Böhmen um den Titel des römischen Kaisers antreten. Am 10. Januar 1348 wurde Eduard in Lahnstein zum Gegenkönig gewählt, er verzichtete aber schon am 10. Mai endgültig auf die römisch-deutsche Krone, da er keinen zweiten Kriegsschauplatz im Reich eröffnen wollte. 1348 setzte die Pest, der ungefähr ein Drittel der europäischen Bevölkerung zum Opfer fiel, jedem weiteren Kriegführen ein Ende. Auch die Familie Eduards blieb nicht verschont: Seine Tochter Johanna, die auf dem Weg zu ihrer Hochzeit mit dem König von Kastilien gewesen war, starb in Bordeaux.
Wegen der militärischen Erfolge des Prinzen, unter anderem in der Schlacht bei Poitiers (1356), kam es 1360 zum Frieden von Brétigny, in dem Eduard zwar auf den französischen Thronanspruch verzichtete, dafür aber Calais, Ponthieu und Aquitanien bekam. 1369 brachen die Kämpfe in Frankreich wieder aus, die in den Folgejahren zum Verlust der Gebiete führten, die in dem Friedensschluss gewonnen worden waren.
Die andauernden Kriege mit ihren ständig steigenden Kosten hatten auch innenpolitische Folgen. Verstärkt wurden die finanziellen Probleme durch zwei Pestepidemien, die bereits erwähnte 1348 sowie eine weitere von 1359 bis 1361, sowie durch eine schwere Inflation. Eduard versuchte mit dem unpopulären Statute of Labourers die wirtschaftlichen Probleme einzudämmen, blieb damit aber weitgehend erfolglos. Da das Parlament dem König die Steuererhebung genehmigen musste, erhielt es von ihm zahlreiche Zugeständnisse. Ebenso erkaufte Eduard sich die Unterstützung einzelner Magnaten durch finanzielle und rechtliche Zugeständnisse und eine Heiratspolitik, die die großen Familien des Landes eng an das Königshaus band.
In der Religionspolitik verfolgte Eduard einen antipäpstlichen Kurs, der 1366 seinen Höhepunkt mit dem Widerruf der päpstlichen Lehnshoheit über England fand, welche König Johann Ohneland 1212 akzeptiert hatte.

### Alter
Im Alter (ab etwa 1371) wurde Eduard III. senil und seine ehemals energische Herrschaft wurde zunehmend von Trägheit und militärischen Misserfolgen geprägt. Nach dem Tod seiner wichtigsten Vertrauten und Ratgeber, wie seiner Frau Philippa oder des Henry von Grosmont, eines der fähigsten Offiziere Eduards, ging die Regierungsgewalt an eine Gruppe von Günstlingen und Mätressen über. Einzig sein jüngerer Sohn John of Gaunt, 1. Duke of Lancaster, der nach dem Tod des Schwarzen Prinzen die Regierungsgeschäfte führte, verstand etwas von Politik, doch auch er konnte die militärischen Misserfolge nicht verhindern. Ein Versuch, geführt vom zweiten Sohn des Königs, Lionel, die Kontrolle über die irischen Fürsten zu erlangen, scheiterte. Zudem hatte es nach Poitiers an der französischen Front eine Reihe von Rückschlägen für die Engländer gegeben, da der neue französische König Karl V. zusammen mit seinem Connetable Bertrand du Guesclin jedes militärische Vorhaben der Engländer vereitelte und Stück für Stück des Landes zurückgewann, das sein Vater verloren hatte. Schließlich blieb den Engländern nur ein kleiner Rest ihrer Besitzungen in Frankreich, nämlich Bordeaux, Calais und Bayonne.
Die hohen Steuern für scheiternde Unternehmungen in Frankreich führten 1376 zum „Guten Parlament“, das in einer bis dahin für englische Parlamente einmaligen Machtentfaltung den Sturz mächtiger Günstlinge um Alice Perrers erzwang. Weiterhin verlangten die Abgeordneten eine jährliche Parlamentssitzung, die Wahl und nicht die Ernennung von Abgeordneten, sowie Gesetze gegen willkürliche Praktiken der Regierung. Die Parlamentsbeschlüsse richteten sich vor allem gegen John of Gaunt, der jedoch ein Jahr später die Autonomie des Parlaments wieder beschnitt.
Eduard hatte mit diesen Vorgängen nicht mehr viel zu tun, da er etwa ab 1375 jegliche Einmischung in die Politik aufgegeben hatte. Er starb vermutlich an den Folgen eines Schlaganfalls 1377 in Sheen und wurde in der Westminster Abbey bestattet. Sein Enkel, Richard II., folgte ihm auf den Thron.

## Kulturhistorische Aspekte

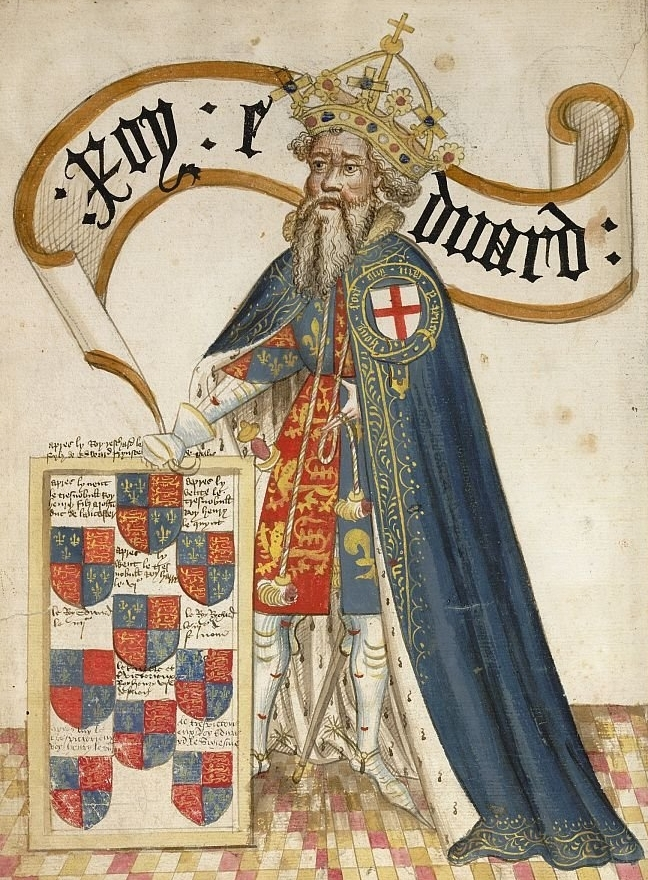
Darstellung Eduards mit dem von ihm gestifteten Hosenbandorden (Buchmalerei aus dem 15. Jahrhundert)

### Sprache und Kunst
In die Zeit Eduards und seines Nachfolgers Richard II. fiel eine der wichtigsten kulturpolitischen Zäsuren der englischen Geschichte. In Vollendung eines Prozesses, der mit Eduard I. begonnen hatte, bildete sich aus den verschiedenen englischen Dialekten das Mittelenglische als gemeinsame Hochsprache, das schnell das Französische ersetzte. Vorangegangen war ein Assimilierungsprozess der ursprünglich normannischen, also französischsprachigen Oberschicht. Eduard III. war der letzte englische König, dessen Muttersprache Französisch war. 1362 wurde Englisch auch offiziell statt des bisher verwendeten Französisch Amtssprache. Im selben Jahr hielt der Kanzler zum ersten Mal eine englische Eröffnungsrede vor dem Parlament. 1386 ging zum ersten Mal eine englischsprachige Petition beim Parlament ein. Auch in der Kunst löste sich die englische Kultur dieser Epoche zunehmend von französischen Vorbildern.

### Nationalbewusstsein und Adel
Die gesamte Politik Eduards III. baute auf dem Adel als Stütze für Krieg und Verwaltung auf. Während sein Vater Eduard ständig im Konflikt mit dem Großteil des Adels war, gelang es Eduard, eine Gemeinschaft zwischen sich und seinen Untergebenen herzustellen. Ein genialer Schachzug zur Einigung des Adels gelang Eduard mit der Gründung des Hosenbandordens (1348), der der Tafelrunde König Artus’ nachgebildet war. Im Gegensatz zu seinen Vorgängern, die die Würde eines Earls nur selten verliehen hatten, belehnte Eduard an nur einem Tag im Jahr 1337 sechs Gefolgsmänner damit. Daneben schuf er den neuen Titel des Dukes, der an seine nahen Verwandten vergeben wurde. Wegen seiner Kriegspolitik benötigte der König den Adel und zugleich eine Stärkung der nationalen Identität. Die Furcht vor einer französischen Invasion erzeugte ein Gefühl nationaler Einheit und bezog zunehmend auch die Aristokraten in die sich herausbildende Nation ein; diese hatten sich bis dahin, seit der Eroberung Englands 1066, oft mehr als Franzosen, denn als Engländer gefühlt. Erst unter Eduard begann die Oberschicht, sich endgültig als englisch zu verstehen, was sich auch in einer zunehmenden Verwendung der englischen Sprache zeigte.

### Beurteilung durch Historiker
Eduard III. genoss eine bis dahin für englische Könige unbekannte Beliebtheit und sogar die Probleme während seiner späteren Regierungszeit wurden nie dem König selbst zur Last gelegt. Eduards Zeitgenosse, der Historiker und wichtigste Chronist des Hundertjährigen Krieges, Jean Froissart, schrieb in seinen Chroniken, dass es „niemanden seinesgleichen seit den Tagen König Artus’“ gegeben habe. Diese Ansicht blieb lange bestehen, bis sich das Bild des Königs änderte. Der Historiker und Bischof von Oxford William Stubbs befand, dass dessen Anstrengungen, Frankreich zu erobern, unnötig gewesen seien, und kritisierte, dass er seine Verantwortung für die eigene Nation vernachlässigt und die Entwicklung des Parlaments zu wenig vorangetrieben habe. Diese Sicht blieb aufgrund von Stubbs’ großem Einfluss lange historisches Allgemeingut. Erst die Mediävistin May McKisack übte 1960 in einem Artikel Edward III. and the Historians Kritik an der Meinung von Stubbs. Ihrer Ansicht nach war es nicht die Aufgabe eines mittelalterlichen Königs, für eine parlamentarische Monarchie zu arbeiten, sondern Ordnung zu bewahren und Probleme zu beheben. McKisack zufolge gelang Eduard III. dies. Diese positive Sicht wird auch in der neueren Forschung geteilt, erst der Historiker Norman Cantor beschrieb Eduard als „habgierig und sadistisch“ sowie als „destruktiv und gnadenlos“. W. Mark Ormrod, der sich Jahrzehnte mit Eduard III. auseinandergesetzt hat und 2011 die neue Standardbiographie veröffentlichte, betrachtet Eduard sehr positiv und als einen großen Herrscher.

## Charakter
Eduards Jugend war geprägt von Machtkämpfen, die zu der Ermordung der Vertrauten seines Vaters führten. Er musste tatenlos hinnehmen, dass seine Mutter und ihr Geliebter seinen Vater ermorden ließen und anschließend selbst die Regierungsgeschäfte führten. Nach allem, was von Eduards Charakter bekannt ist, war er impulsiv und temperamentvoll. Zugleich war er jedoch auch bekannt für seine Milde, was wohl auch das Verdienst seiner Gattin Philippa war. So verschonte er auf ihre Bitte hin die Bürger von Calais.
Sowohl in seinen religiösen Ansichten, als auch in seinen Interessen war Eduard ein für diese Zeit gewöhnlicher Mann. Seine Lieblingsbeschäftigungen waren der Krieg, die Jagd und Turniere. Ungewöhnlich für seine Zeit war seine außergewöhnliche Zuneigung zu seiner Frau Philippa. Während in dieser Zeit die Ehe unter Adeligen vor allem als Mittel der Bündnispolitik angesehen wurde, scheint er seine Frau wirklich geliebt zu haben. Trotz dieser glücklichen Ehe war er wahrscheinlich von Mätressen und Kurtisanen umgeben. Der Historiker Ian Morton vertritt eine These, die der gängigen Lehrmeinung gegenübersteht: Ihm zufolge gibt es keinen Beweis für eine Liebschaft außer der Beziehung zu Alice Perrers, als Philippa schon krank war. Außergewöhnlich für einen König seiner Zeit war auch, dass keiner seiner fünf erwachsenen Söhne jemals versuchte, gegen seinen Willen zu handeln oder ihn abzusetzen, was auf eine gute Vater-Sohn-Beziehung schließen lässt.

## Ahnentafel
|  |                                             |  |  |  |  |  |  |  |  |  |  |  |  |
|  | Heinrich III. Kg. von England (1207–1272)   |  |  |  |  |  |  |  |  |  |  |  |  |
|  |                                             |  |  |  |  |  |  |  |  |  |  |  |  |
|  |                                             |  |  |  |  |  |  |  |  |  |  |  |  |
|  | Eduard I., Kg. von England (1239–1307)      |  |  |  |  |  |  |  |  |  |  |  |  |
|  |                                             |  |  |  |  |  |  |  |  |  |  |  |  |
|  |                                             |  |  |  |  |  |  |  |  |  |  |  |  |
|  | Eleonore von der Provence (um 1223–1291)    |  |  |  |  |  |  |  |  |  |  |  |  |
|  |                                             |  |  |  |  |  |  |  |  |  |  |  |  |
|  |                                             |  |  |  |  |  |  |  |  |  |  |  |  |
|  | Eduard II., Kg. von England (1284–1327),    |  |  |  |  |  |  |  |  |  |  |  |  |
|  |                                             |  |  |  |  |  |  |  |  |  |  |  |  |
|  |                                             |  |  |  |  |  |  |  |  |  |  |  |  |
|  | Ferdinand III. von Kastilien (1199–1252)    |  |  |  |  |  |  |  |  |  |  |  |  |
|  |                                             |  |  |  |  |  |  |  |  |  |  |  |  |
|  |                                             |  |  |  |  |  |  |  |  |  |  |  |  |
|  | Eleonore von Kastilien (1241–1290)          |  |  |  |  |  |  |  |  |  |  |  |  |
|  |                                             |  |  |  |  |  |  |  |  |  |  |  |  |
|  |                                             |  |  |  |  |  |  |  |  |  |  |  |  |
|  | Johanna von Dammartin (gest. 1279)          |  |  |  |  |  |  |  |  |  |  |  |  |
|  |                                             |  |  |  |  |  |  |  |  |  |  |  |  |
|  |                                             |  |  |  |  |  |  |  |  |  |  |  |  |
|  | Eduard III. König von England               |  |  |  |  |  |  |  |  |  |  |  |  |
|  |                                             |  |  |  |  |  |  |  |  |  |  |  |  |
|  |                                             |  |  |  |  |  |  |  |  |  |  |  |  |
|  | Philipp III. Kg. von Frankreich (1245–1285) |  |  |  |  |  |  |  |  |  |  |  |  |
|  |                                             |  |  |  |  |  |  |  |  |  |  |  |  |
|  |                                             |  |  |  |  |  |  |  |  |  |  |  |  |
|  | Philipp IV., Kg. von Frankreich (1268–1314) |  |  |  |  |  |  |  |  |  |  |  |  |
|  |                                             |  |  |  |  |  |  |  |  |  |  |  |  |
|  |                                             |  |  |  |  |  |  |  |  |  |  |  |  |
|  | Isabella von Aragón (um 1243–1271)          |  |  |  |  |  |  |  |  |  |  |  |  |
|  |                                             |  |  |  |  |  |  |  |  |  |  |  |  |
|  |                                             |  |  |  |  |  |  |  |  |  |  |  |  |
|  | Isabelle de France (um 1295–1358)           |  |  |  |  |  |  |  |  |  |  |  |  |
|  |                                             |  |  |  |  |  |  |  |  |  |  |  |  |
|  |                                             |  |  |  |  |  |  |  |  |  |  |  |  |
|  | Heinrich I. von Navarra (um 1244–1274)      |  |  |  |  |  |  |  |  |  |  |  |  |
|  |                                             |  |  |  |  |  |  |  |  |  |  |  |  |
|  |                                             |  |  |  |  |  |  |  |  |  |  |  |  |
|  | Johanna I. von Navarra (1273–1305)          |  |  |  |  |  |  |  |  |  |  |  |  |
|  |                                             |  |  |  |  |  |  |  |  |  |  |  |  |
|  |                                             |  |  |  |  |  |  |  |  |  |  |  |  |
|  | Blanche d’Artois (1248–1302)                |  |  |  |  |  |  |  |  |  |  |  |  |
|  |                                             |  |  |  |  |  |  |  |  |  |  |  |  |
|  |                                             |  |  |  |  |  |  |  |  |  |  |  |  |

## Die Kinder EduardsIII. und die Rosenkriege
In den Rosenkriegen kämpften die Abkömmlinge Eduards III. um den englischen Thron. Jeder Zweig der Familie behauptete, einen gewichtigeren Anspruch auf den Thron zu haben als die anderen. Die Kontrahenten begründeten ihre Ansprüche unter anderem damit, dass ihre Vorfahren älter seien, dass sie in männlicher Linie von Eduard abstammen würden oder einer legitimen Ehe entsprungen seien. Eduards Kinder waren im Einzelnen:
- Edward of Woodstock (1330–1376), der „Schwarze Prinz“ ⚭ Joan of Kent, die die gemeinsamen Söhne Edward (1365–1372) und Richard II. (1367–1400) gebar. Der erste Sohn des Schwarzen Prinzen starb sehr jung und der zweite blieb kinderlos. Mit der Ermordung Richards II. starb die älteste Linie des englischen Königshauses aus.
- Isabella of England (1332–1379) ⚭ Enguerrand VII. de Coucy, Herr von Coucy und Graf von Soissons
- Joan of England (1333/4–1348) starb auf dem Weg zu ihrem Bräutigam Peter von Kastilien in Südfrankreich an der Pest.
- William of Hatfield (*/† 1336/7) starb im Alter von etwa fünf Monaten und wurde im York Minster beigesetzt.
- Lionel of Antwerp (1338–1368) ⚭ Elizabeth de Burgh. Ihre Tochter Philippa heiratete ein Mitglied der Mortimer-Linie. Deren Enkelin heiratete den Earl of Cambridge, der wiederum dem Haus York entstammte, was zu einer Verschmelzung dieser Linien führte.
- John of Gaunt (1340–1399)

1. ⚭ Blanche of Lancaster
2. ⚭ Konstanze von Kastilien
3. ⚭ Catherine Swynford

Seine legitimen Erben waren die Lancasters: Heinrich IV., der Nachfolger seines Cousins Richards II. wurde, Heinrich V. und Heinrich VI., der den Thron an Eduard IV. verlor, den ersten König des Hauses York. Das einzige Kind Heinrichs VI., Edward of Westminster fiel in der Schlacht von Tewkesbury, sodass die Lancaster-Linie nach der Ermordung Heinrichs VI. ausstarb. Johns zwar legitimierte, aber von der Thronfolge ausgeschlossene Erben aus seiner dritten Ehe waren die Beauforts. Das Haus Tudor geht auf seine Urenkelin Margaret Beaufort zurück.
- Edmund of Langley (1341–1402) ⚭ Isabella von Kastilien. Edmund war der Stammvater des Hauses York. Als es mit der Linie Clarence-Mortimer verschmolz, nahm es für sich in Anspruch, den ältesten Anspruch auf den Thron zu haben, da die Lancasters von einem jüngeren Sohn als Lionel abstammten und der Thronanspruch der Tudors auf eine außereheliche Verbindung zurückging.
- Blanche Plantagenet (*/† 1342) starb noch als Säugling.
- Mary Plantagenet (1344–1362) ⚭ Johann der Eroberer, Herzog der Bretagne
- Margaret Plantagenet (1346–1361) ⚭ John Hastings, 2. Earl of Pembroke
- Thomas of Windsor (*/† 1347) starb gleich nach der Geburt.
- William of Windsor (*/† 1348) starb noch als Säugling.
- Thomas of Woodstock (1355–1397) ⚭ Eleanor de Bohun. Seine Tochter Anne of Gloucester heiratete Edmund Stafford, woraufhin die Staffords zu Dukes of Buckingham erhoben wurden. Kein Mitglied dieser Linie war jemals ein ernstzunehmender Anwärter auf die Krone, bis Henry Stafford, 2. Duke of Buckingham 1483 gegen König Richard III. rebellierte.

## Rezeption
- In Ken Folletts Roman Die Tore der Welt knüpft der Erzählstrang auch an die Herrschaft Eduards III. an.
- In Rebecca Gablés Roman Der König der purpurnen Stadt werden Zusammenhänge zwischen Königshaus und Gilden in London dargestellt.